# Lophojoppa
Lophojoppa is een geslacht van insecten uit de orde vliesvleugeligen (Hymenoptera) en de familie Ichneumonidae.

## Soorten
- L. convergens (Heinrich, 1930)
- L. cholula (Cresson, 1868)
- L. democratica (Cameron, 1885)
- L. leprieurii (Spinola, 1840)
- L. sponsatoria (Fabricius, 1804)
- L. stigmatica (Morley, 1915)
- L. suffragenea (Cameron, 1885)
- L. suffulta (Cameron, 1884)
- L. tonantina Brethes, 1927